# Îlot des Hydrographes
Die Îlot des Hydrographes (französisch für Insel der Hydrographen) ist eine Insel im Géologie-Archipel vor der Küste des ostantarktischen Adélielands. Sie liegt westlich der Île Le Mauguen.
Französische Wissenschaftler benannten sie 1977.